# ぼくらの (アルバム)
『ぼくらの』は、Eveの2作目のEP。2023年3月22日にトイズファクトリーより発売された。

## 背景とリリース
前作『廻人』から1年振りのリリース、EPとしては『群青讃歌/遊生夢死』から1年半振りのリリースとなった。表題曲「ぼくらの」の他、2022年12月に配信リリースされた「白雪」と新曲2曲を加えた全4曲が収録されている。収録曲全てがタイアップ付き楽曲である。
初回生産限定盤・ヒロアカ盤・通常盤の全3形態での発売。初回限定盤に付属するBlu-rayには2022年のクリスマス・イヴに開催された配信ライブの映像が収録されている。ヒロアカ盤・期間生産限定仕様は、表題曲「ぼくらの」がオープニングテーマとして使用されたTVアニメ『僕のヒーローアカデミア』の描き下ろしイラストジャケットとなっている。
『廻人』以降にリリースされたシングルのうち、「Bubble」「ファイトソング」は未収録となった。
本作の収録曲のうち「黄金の日々」を除く3曲は、2024年11月発売のスタジオ・アルバム『Under Blue』にも収録された。また、アルバムの「映像盤」に付属されたBlu-ray Discには、同3曲のミュージックビデオも収録された。
| 形態                         | 規格       | 規格品番         |
| ---------------------------- | ---------- | ---------------- |
| 初回生産限定盤               | CD+Blu-ray | TFCC-89761~89762 |
| ヒロアカ盤・期間生産限定仕様 | CD+Blu-ray | TFCC-89763~89764 |
| 通常盤                       | CD         | TFCC-89765       |

## チャート成績
『ぼくらの』は、2023年4月3日付のオリコン週間シングルチャートにおいて、初週25,811枚を売り上げ、初登場4位を記録した。また、Billboard JAPAN集計の「Billboard Japan Top Singles Sales」チャートでは、初週で週間6位にランクインした。

## 収録内容
| 全作詞・作曲: Eve、全編曲: Numa。 |                |      |            |                                              |
| #                                 | タイトル       | 作詞 | 作曲・編曲 |                                              |
| 1.                                | 「ぼくらの」   | Eve  | Eve        | シンセサイザー&FX・アレンジ: TAKU INOUE      |
| 2.                                | 「虎狼来」     | Eve  | Eve        |                                              |
| 3.                                | 「黄金の日々」 | Eve  | Eve        |                                              |
| 4.                                | 「白雪」       | Eve  | Eve        | シンセサイザー&ストリングス・アレンジ: SUNNY |

| #  | タイトル               | 作詞 | 作曲・編曲 |
| -- | ---------------------- | ---- | ---------- |
| 1. | 「白雪」               |      |            |
| 2. | 「退屈を再演しないで」 |      |            |
| 3. | 「トーキョーゲットー」 |      |            |
| 4. | 「廻廻奇譚」           |      |            |
| 5. | 「蒼のワルツ」         |      |            |
| 6. | 「君に世界」           |      |            |

| #  | タイトル                                                                         | 作詞 | 作曲・編曲 |
| -- | -------------------------------------------------------------------------------- | ---- | ---------- |
| 1. | 「TVアニメ「僕のヒーローアカデミア」第6期第2クールノンクレジットオープニングPV」 |      |            |
| 2. | 「白雪」(Music Video)                                                            |      |            |

## 楽曲解説
ぼくらの
2023年1月8日に配信限定シングルとしてリリースされた楽曲。テレビアニメ『僕のヒーローアカデミア』第6期第2クールのオープニングテーマとして書き下ろされた。テレビアニメのオープニングテーマを担当するのは「廻廻奇譚」以来約2年3ヶ月振りである。ジャケットイラストはniLが担当。
楽曲は「ボロボロになったヒーローたちを鼓舞するような、そして共に乗り越えていく」という想いが込められ、疾走感溢れるギター・サウンドが特徴となっている。
2023年2月24日にミュージック・ビデオが公開された。監督は過去に「バウムクーヘンエンド」「退屈を再演しないで」を手がけたWabokuが担当。個性豊かなキャラクターたちによるバトル・シーンを描いたものとなっている。
Billboard JAPANのダウンロードチャート「Billboard Japan Download Songs」には、2023年1月11日発表チャートで39位に初登場、翌週に最高位である20位を記録した。また、総合音楽チャート「Billboard Japan Hot 100」には、2023年3月29日発表チャートで42位にランクインした。
虎狼来
読みは「コロロン」。
ギャツビー 「メタラバー（META RUBBER）」シリーズのプロモーション・タイアップ・ソングとして書き下ろしされた楽曲。本作の中で最後まで収録が発表されなかった楽曲であり、2023年2月13日に楽曲の書き下ろしとEP『ぼくらの』への収録が発表された。また、楽曲と「メタラバー」のコラボレーション動画も同時に公開された。
楽曲は軽快なギターカッティングが特徴の、ディスコティックなビートを軸にしたダンスフィール溢れるナンバーとなっている。
ライブツアー「Arena Tour 2023 虎狼来」最終日の8月27日にミュージック・ビデオがサプライズ公開された。ふたりの登場人物それぞれの視点の物語がアニメーションで描かれた映像となっている。映像は"Ligton"が担当。
本楽曲に収録されたスタジオ・アルバム『Under Blue』を提げた企画展「蒼像」の開催を記念して2025年3月20日に発売された完全生産限定の5枚組CDボックス『「蒼像」CD BOX』に、楽曲が収録された。
白雪
2022年12月1日に配信限定シングルとしてリリースされた楽曲。映画『ブラックナイトパレード』主題歌として書き下ろされた。
「クリスマスという特別な日が誰しもにとって大切な日になれば」という想いで書かれた楽曲。伸びやかでキャッチーなコーラスとオーケストラが参加しているミドル調のサウンドが特徴となっている。Eveは楽曲制作発表時に「ツンと鼻を刺すような冷たい空気感だったり、透き通った夜空の星だったり、どこか懐かしいような冬の匂いと情景を感じてもらえたら嬉しいです。」とコメントしている。
2022年11月10日、本楽曲が映画『ブラックナイトパレード』の主題歌として起用されることが発表された。同日からTikTokにてサビ部分の配信を開始。
同月28日、本楽曲の配信リリース日時が発表された。同時に、Eve、映画キャスト、原作者によるコラボ配信「ブラックナイトパレードRADIO」をTIkTok LIVEにて限定配信することが決定した。第1回放送は11月30日に出演者の中川大志・渡邊圭祐と、第2回は12月12日に作者の中村光と、第3回は12月23日に主演の吉沢亮とそれぞれ配信が行われた。
2022年12月23日、CloverWorks制作によるミュージックビデオが公開された。
Billboard JAPANのチャートでは、2022年12月7日発表チャートでダウンロード64位、2022年12月14日発表チャートで総合69位にランクインした。

## タイアップ
| 起用年 | 楽曲       | タイアップ                                                      |
| ------ | ---------- | --------------------------------------------------------------- |
| 2022年 | 白雪       | 映画「ブラックナイトパレード」主題歌                            |
| 2023年 | ぼくらの   | TVアニメ「僕のヒーローアカデミア」第6期オープニングテーマ       |
| 2023年 | 黄金の日々 | 森永製菓『受験にinゼリー2023』 TV-CMタイアップソング            |
| 2023年 | 虎狼来     | 『ギャツビー メタラバーシリーズ』プロモーションタイアップソング |

## Eve Arena Tour 2023 虎狼来
「Eve Arena Tour 2023 虎狼来」（イブ アリーナ ツアー 2023 ころろん）は、本作収録曲「虎狼来」のタイトルを冠して行われた、自身初のアリーナツアーである。2023年8月19日から8月27日にかけて敢行された。
スペシャルゲストとして、3日目にはキヨが、4日目にはsuis（ヨルシカ）が登場した。
同年11月4日、ツアーファイナル公演の模様がLeminoにて独占配信、12月3日まで見逃し配信も行われた。
| 日程     | 開場/開演   | 都道府県 | 会場           |
| -------- | ----------- | -------- | -------------- |
| 08月19日 | 17:30/19:00 | 大阪府   | 大阪城ホール   |
| 08月20日 | 15:00/16:30 | 大阪府   | 大阪城ホール   |
| 08月26日 | 17:30/19:00 | 神奈川県 | ぴあアリーナMM |
| 08月27日 | 15:00/16:30 | 神奈川県 | ぴあアリーナMM |